# Saint-Loup-en-Comminges
Saint-Loup-en-Comminges è un comune francese di 41 abitanti situato nel dipartimento dell'Alta Garonna nella regione dell'Occitania.

## Società

### Evoluzione demografica
Abitanti censiti